# Adolf Meyer (Schauspieler, 1840)
Adolf Meyer (geboren 16. März 1840 in Leipzig; gestorben 9. Januar 1890 in Berlin) war ein deutscher Theaterschauspieler und -regisseur.

## Leben
Meyer begann seine Bühnenlaufbahn am Hoftheater in Dessau am 1. August 1857, wo er 18 Jahre im Fache der ersten Helden tätig war. 1876 kam er ans Stadttheater in Köln, dann Leipzig und Düsseldorf. Er starb am 9. Januar 1890 in Berlin.
Zu seinen beliebtesten Rollen zählten „Götz“, „Faust“, „Tell“, „Odoardo Galotti“, „Wallenstein“ etc. Neben seiner darstellerischen Tätigkeit wirkte er auch als Regisseur.
Seine Schwestern waren die Schauspielerinnen Clara und Hedwig Meyer.